# Список країн за кількістю міст-мільйонерів
Список країн за кількістю міст-мільйонерів показує розподіл міст-мільйонерів за країнами.
Першим містом, що досягли населення 1 мільйон осіб, був Рим приблизно на рубежі нашої ери, однак до V — VI століттям населення Риму значно зменшилося. Близьку до мільйонної чисельність мала також Александрія трохи раніше (з I століття до н. е.) і пізніше. В середині першого тисячоліття мільйонером та найбільшим містом світу був китайський Чан'ань (нині Сіань), а наприкінці тисячоліття — Багдад. За деякими оцінками, мільйонерами можливо були також китайські міста Кайфен та Ханчжоу на початку II тисячоліття. Першим містом-мільйонером в новітній історії стало японське місто Едо (нині Токіо) в 1800.
До 1850 було 2 таких міста, в 1985 їх було 273. Поточне положення приведено у таблиці.

## Список країн, відсортованих за кількістю міст-мільйонерів
| №  | Назва                         | Число міст-мільйонерів | Міста-мільйонери |
| -- | ----------------------------- | ---------------------- | --- |
| 1  | КНР                           | від 53-61 до 199       | Шанхай, Пекін, Гуанчжоу, Харбін, Гонконг, Шеньчжень, Чунцин, Урумчі, Ухань, Ланьчжоу, Баотоу, Сінін, Хефей, Ґуйян, Шеньян, Далянь, Ляньюньган, Фучжоу, Сяминь, Хуанши, Чанша, Шаоян, Шицзячжуан, Таншань, Циньхуандао, Ханьдань, Ченде, Чжанцзякоу, Дацин, Хеган, Цзямуси, Цицикар, Чженчжоу, Аньян, Кайфен, Пуян, Наньян, Піндіншань, Лоян, Сіньсян, Синьян, Гірин, Чанчунь, Наньчан, Нанкін, Усі, Чанчжоу, Сучжоу, Янчжоу, Яньчен, Сюйчжоу, Тайчжоу, Веньчжоу, Нінбо, Ханчжоу, Цзінань, Циндао, Жичжао, Тайань, Яньтай, Цзибо, Тайюань, Датун, Ліньфень, Сіань, Хуайань, Суцянь, Ліцзян, Куньмін, Хух-Хото, Лючжоу, Наньнін, Тяньцзінь, Фуян, Їян, Юеян, Хайкоу, Хуайбей, Хуайнань, Шаогуань, Фошань, Дунгуань, Шаньтоу, Чжаньцзян, Чжуншань, Чжухай, Їнкоу, Ляоян, Фусінь, Фушунь, Беньсі, Аньшань, Гуан'юань, Наньчун, Ченьчжоу, Ченду, Деян, Цзигун, Паньчжихуа, Ечжоу, Їчан, Мяньян, Ліньї, Чженьцзян, Їбінь, Вейфан, Баодін, Баоцзи, Хецзе, Шанжао, Дун'їн, Ляочен, Бочжоу, Хен'ян, Путянь |
| 2  | Індія                         | 54                     | Мумбаї, Делі, Калькутта, Чинний, Бангалор, Хайдарабад, Ахмадабад, Пуна, Сурат, Джайпур, Канпур, Лакхнау, Нагпур, Газіабад, Индаур, Коямпуттур, Кочин, Патна, Каликут, Бхопал, Триссур, Вадодара, Агра, Вишакхапатнам, Малаппурам, Тіруванантапурам, Каннур, Лудхияна, Нашик, Віджаявада, Мадурай, Варанасі, Мірут, Фаридабад, Раджкот, Джамшедпур, Срінагар, Джабалпур, Асансол, Васаї-Вірар, Аллахабад, Дханбад, Кальян, Аурангабад, Амрітсар, Джодхпур, Ранчи, Райпур, Коллам, Гваліор, Бхілаї, Чандігарх, Тіручирапаллі, Кота |
| 3  | Росія                         | 16                     | Москва, Санкт-Петербург, Новосибірськ, Єкатеринбург, Казань, Нижній Новгород, Челябінськ, Красноярськ, Самара, Уфа, Ростов-на-Дону, Омськ, Краснодар, Воронеж, Перм, Волгоград |
| 4  | Бразилія                      | 14 — 15                | Сан-Паулу, Ріо-де-Жанейро, Салвадор, Белу-Оризонті, Форталеза, Бразиліа, Куритиба, Манаус, Ресіфі, Белен, Порту-Алегрі, Гоянія, Гуарульюс, Кампінас, Сан-Гонсалу |
| 5  | Індонезія                     | 11 — 13                | Джакарта, Сурабая, Бандунг, Медан, Бекаси, Тангеранг, Семаранг, Депок, Палембанг, Макасар, Тангеранг-Селатан, Батам, Богор |
| 6  | Японія                        | 12                     | Токіо, Йокогама, Осака, Нагоя, Саппоро, Кобе, Кіото, Фукуока, Кавасакі, Сайтама, Хіросіма, Сендай |
| 7  | Нігерія                       | 3-11                   | Лагос, Кано, Ібадан; Бенін-Сіті, Порт-Гаркорт, Кадуна, Аба, Абуджа, Майдугурі, Ілорин, Варрі |
| 8  | Мексика                       | 10                     | Мехіко, Гвадалахара, Монтеррей, Пуебла-де-Сарагоса, Чіуауа, Сьюдад-Хуарес, Тіхуана, Леон, Несауалькойотль, Сапопан |
| 9  | Республіка Корея              | 10                     | Сеул, Пусан, Інчхон, Тегу, Теджон, Кванджу, Чханвон, Сувон, Ульсан, Соннам |
| 10 | США                           | 9                      | Нью-Йорк, Лос-Анджелес, Чикаго, Г'юстон, Фінікс, Філадельфія, Сан-Антоніо, Даллас, Сан-Дієго |
| 11 | Пакистан                      | 9                      | Карачі, Лахор, Фейсалабад, Равалпінді, Хайдарабад, Мултан, Гуджранвала, Пешавар, Ісламабад |
| 12 | Іран                          | 8                      | Тегеран, Мешхед, Кередж, Тебриз, Шираз, Ісфахан, Кум, Ахваз |
| 13 | Туреччина                     | 6                      | Стамбул, Анкара, Ізмір, Бурса, Адана, Газіантеп |
| 14 | Австралія                     | 5                      | Сідней, Мельбурн, Брисбен, Перт, Аделаїда |
| 15 | ПАР                           | 5                      | Йоганнесбург, Кейптаун, Преторія, Дурбан, Совето |
| 16 | Бангладеш                     | 5                      | Дакка, Читтагонг, Нараянгандж, Кхулна, Газіпур |
| 17 | Єгипет                        | 4                      | Каїр, Олександрія, Гіза, Шубра-Ель-Хейма |
| 18 | Колумбія                      | 4                      | Богота, Баранкілья, Калі, Медельїн |
| 19 | Канада                        | 4                      | Торонто, Монреаль, Калгарі, Оттава |
| 20 | Венесуела                     | 4                      | Каракас, Маракайбо, Валенсія, Баркисимето |
| 21 | Філіппіни                     | 4                      | Маніла, Кесон-Сіті, Калукан, Давао |
| 22 | Саудівська Аравія             | 4                      | Ер-Ріяд, Джидда, Мекка, Медина |
| 23 | Німеччина                     | 4                      | Берлін, Мюнхен, Гамбург, Кельн |
| 24 | Ірак                          | 4                      | Багдад, Мосул, Басра, Ербіль |
| 25 | Демократична Республіка Конго | 3-4                    | Кіншаса, Лубумбаши, Мбужі-Майї, Кананга |
| 26 | Марокко                       | 3-4                    | Касабланка, Рабат, Марракеш, Фес |
| 27 | Україна                       | 3                      | Київ, Харків, Одеса |
| 28 | Аргентина                     | 3                      | Буенос-Айрес, Кордова, Росаріо |
| 29 | Китайська Республіка          | 3                      | Тайбей, Гаосюн, Тайчжун |
| 30 | Велика Британія               | 2                      | Лондон, Бірмінгем |
| 31 | В'єтнам                       | 2                      | Ханой, Хошимін |
| 32 | Іспанія                       | 2                      | Мадрид, Барселона |
| 33 | Італія                        | 2                      | Рим, Мілан |
| 34 | Сирія                         | 2                      | Дамаск, Халеб |
| 35 | Еквадор                       | 2                      | Кіто, Гуаякіль |
| 36 | Гана                          | 2                      | Аккра, Кумаси |
| 37 | Камерун                       | 2                      | Дуала, Яунде |
| 38 | Судан                         | 2                      | Хартум, Омдурман |
| 39 | Болівія                       | 1-2                    | Санта-Крус-де-ла-Сьєрра, Ель-Альто |
| 40 | М'янма                        | 1-2                    | Янгон, Мандалай |
| 41 | Кенія                         | 1                      | Найробі |
| 42 | ОАЕ                           | 1                      | Дубай |
| 43 | Таїланд                       | 1                      | Бангкок |
| 44 | Сінгапур                      | 1                      | Сінгапур |
| 45 | Сербія                        | 1                      | Белград |
| 46 | Зімбабве                      | 1                      | Хараре |
| 47 | Ємен                          | 1                      | Сана |
| 48 | Мозамбік                      | 1                      | Мапуту |
| 49 | Австрія                       | 1                      | Відень |
| 50 | Ліберія                       | 1                      | Монровія |
| 51 | Малайзія                      | 1                      | Куала-Лумпур |
| 52 | Гвінея                        | 1                      | Конакрі |
| 53 | Нова Зеландія                 | 1                      | Окленд |
| 54 | Гондурас                      | 1                      | Тегусігальпа |
| 55 | Гватемала                     | 1                      | Гватемала |
| 56 | Кот-д'Івуар                   | 1                      | Абіджан |
| 57 | Республіка Конго              | 1                      | Браззавіль |
| 58 | Нікарагуа                     | 1                      | Манагуа |
| 59 | Камбоджа                      | 1                      | Пномпень |
| 60 | Уругвай                       | 1                      | Монтевідео |
| 61 | Буркіна-Фасо                  | 1                      | Уагадугу |
| 62 | Болгарія                      | 1                      | Софія |
| 63 | Ліван                         | 1                      | Бейрут |
| 64 | Мадагаскар                    | 1                      | Антананаріву |
| 65 | Чилі                          | 1                      | Сантьяго |
| 66 | Ефіопія                       | 1                      | Аддис-Абеба |
| 67 | Малі                          | 1                      | Бамако |
| 68 | Ангола                        | 1                      | Луанда |
| 69 | Гаїті                         | 1                      | Порт-о-Пренс |
| 70 | Куба                          | 1                      | Гавана |
| 71 | Сомалі                        | 1                      | Могадішо |
| 72 | Домініканська республіка      | 1                      | Санто-Домінго |
| 73 | Сенегал                       | 1                      | Дакар |
| 74 | Перу                          | 1                      | Ліма |
| 75 | Танзанія                      | 1                      | Дар-ес-Салам |
| 76 | Замбія                        | 1                      | Лусака |
| 77 | Уганда                        | 1                      | Кампала |
| 78 | Лівія                         | 1                      | Триполі |
| 79 | Алжир                         | 1                      | Алжир |
| 80 | КНДР                          | 1                      | Пхеньян |
| 81 | Йорданія                      | 1                      | Амман |
| 82 | Білорусь                      | 1                      | Мінськ |
| 83 | Румунія                       | 1                      | Бухарест |
| 84 | Польща                        | 1                      | Варшава |
| 85 | Чехія                         | 1                      | Прага |
| 86 | Угорщина                      | 1                      | Будапешт |
| 87 | Греція                        | 1                      | Афіни |
| 88 | Азербайджан                   | 1                      | Баку |
| 89 | Вірменія                      | 1                      | Єреван |
| 90 | Грузія                        | 1                      | Тбілісі |
| 91 | Афганістан                    | 1                      | Кабул |
| 92 | Узбекистан                    | 1                      | Ташкент |
| 93 | Казахстан                     | 2                      | Алма-Ата, Астана |
| 94 | Монголія                      | 1                      | Улан-Батор |
| 95 | Франція                       | 1                      | Париж |

## Цікаві факти
- В Бангладеш, одній з найбільш населених і густонаселених держав, всього лише 5 міст з населенням, що перевищує 1 мільйон осіб.
- В Росії, незважаючи на те, що чисельність населення в 2 з гаком рази менше, ніж в США, міст-мільйонерів більше.
- На території колишнього СРСР знаходяться 24 міста-мільйонера, що поступається числу міст з населенням, що перевищує 1 мільйон осіб, лише Індії та КНР.[значущість факту?]
- Санкт-Петербург (59°57′ пн. ш. 30°19′ сх. д. / 59.950° пн. ш. 30.317° сх. д.) є найближчим до географічного полюсу Землі з міст світу з населенням понад мільйон осіб.
- Улан-Батор займає 0,3 % території країни, однак в ньому проживає 40 % населення Монголії.
- З 193 держав-членів ООН 95 мають міста-мільйонери
- 3 міста-мільйонери розташовані в частково визнаній державі — Китайській Республіці